# 우도 슈토
우도 슈토(일본어: 有働 夢叶, 2002년 12월 8일~)는 일본의 축구 선수이다.

## 구단 경력
그는 2024년 J2리그의 오이타 트리니타에 입단했다.